# 세르게이 그린코프
세르게이 미하일로비치 그린코프(러시아어: Сергей Михайлович Гриньков, 1967년 2월 4일 ~ 1995년 11월 20일)는 러시아의 남자 피겨 스케이팅 선수이다.

## 생애 및 선수경력
모스크바에서 태어났으며, 어릴 때 소련의 프로그램으로 예카테리나 고르데예바와 함께 페어 스케이팅 훈련을 받았다. 고르데예바와 그린코프는 1986년 세계 선수권 대회에서 우승했다. 이들은 1987년, 1989년, 1990년 세계 선수권에서도 우승했으며, 1988년 동계 올림픽에서도 우승하였다. 특히 1988년 동계 올림픽에서 공중 4회전 던지기 등 가장 화려한 기교를 선보인 뛰어난 연기로 높이 평가받고 있다. 1990년 시즌을 끝으로 은퇴하고 프로로 전향했고, 1991년 파트너 고르데예바와 결혼했으며, 1992년 딸을 낳았다. 그 후 국제 빙상 연맹의 룰이 개정되어 프로 선수들도 아마추어로 복귀하여 대회 참가가 가능해지게 되자, 이들도 복귀를 결심하였다. 1993년 ~ 1994년 러시아 대표가 되었고, 유럽 선수권에서 우승한 데 이어 1994년 동계 올림픽에서도 우승했다. 이들은 다시 은퇴하고 미국에 정착하여 프로 무대에서 활동하였다. 그러나 그린코프는 1995년 11월 20일, 미국 레이크플래시드에서 연습 도중 심장마비를 일으켜 28세의 나이로 사망하였다.